# Stigmella palaga
Stigmella palaga là một loài bướm đêm thuộc họ Nepticulidae. Nó được tìm thấy ở New Zealand.